# Пембина (округ)
Округ Пембина (англ. Pembina County) располагается в штате Северная Дакота, США. Официально образован в 1867 году. По состоянию на 2013 год, численность населения составляла 7181 человек.

## География
По данным Бюро переписи США, общая площадь округа равняется 2 905,983 км2, из которых 2 898,213 км2 — суша, и 3,000 км2, или 0,270 % — это водоёмы.

## Население
По данным переписи населения 2000 года в округе проживает 8585 жителей в составе 3535 домашних хозяйств и 2364 семей. Плотность населения составляет 3,00 человека на км2. На территории округа насчитывается 4115 жилых строений, при плотности застройки около 1,00-го строения на км2. Расовый состав населения: белые — 95,00 %, афроамериканцы — менее 1,00 %, коренные американцы (индейцы) — 1,43 %, азиаты — менее 1,00 %, гавайцы — 0,00 %, представители других рас — 1,27 %, представители двух или более рас — 1,44 %. Испаноязычные составляли 3,00 % населения независимо от расы.
В составе 29,80 % из общего числа домашних хозяйств проживают дети в возрасте до 18 лет, 58,20 % домашних хозяйств представляют собой супружеские пары, проживающие вместе, 5,30 % домашних хозяйств представляют собой одиноких женщин без супруга, 33,10 % домашних хозяйств не имеют отношения к семьям, 30,50 % домашних хозяйств состоят из одного человека, 15,70 % домашних хозяйств состоят из престарелых (65 лет и старше), проживающих в одиночестве. Средний размер домашнего хозяйства составляет 2,38 человека, и средний размер семьи 2,98 человека.
Возрастной состав округа: 0,00 % — моложе 18 лет, 0,00 % — от 18 до 24, 0,00 % — от 25 до 44, 0,00 % — от 45 до 64, и 0,00 % — от 65 и старше. Средний возраст жителя округа — 42 года. На каждые 100 женщин приходится 100,60 мужчин. На каждые 100 женщин старше 18 лет приходится 100,20 мужчин.
Средний доход на домохозяйство в округе составлял 36 430 USD, на семью — 45 338 USD. Среднестатистический заработок мужчины был 30 400 USD против 21 340 USD для женщины. Доход на душу населения составлял 18 692 USD. Около 7,40 % семей и 9,20 % общего населения находились ниже черты бедности, в том числе — 10,70 % молодежи (тех, кому ещё не исполнилось 18 лет) и 9,90 % тех, кому было уже больше 65 лет.